# Acquarossa (Itália)
Aquarossa ou Fosso Acqua Rossa é o nome moderno da localização de um antigo assentamento etrusco abandonado ou destruído na segunda metade do século VI a.C.. Localizado próximo a Viterbo, na Etrúria, foi escavado pelo Instituto Sueco em Roma nos anos de 1960 e 1970.